# 乔金德·辛格上尉
《乔金德·辛格上尉》（英語：Subedar Joginder Singh）是一部於2018年上映的印度旁遮普語传记戰爭片，該電影主要講述乔金德·辛格的生平以及在中印边境战争期間與中國人民解放軍作戰的事跡。 电影主要在拉贾斯坦邦苏拉特加尔拍摄，而苏拉特加尔正是乔金德·辛格年輕時定居的地方，影片還有一部分場景在查谟和克什米尔邦的德拉斯拍攝，因為德拉斯風景有點像中印边境战争期間的戰場达旺镇。

## 外部連結
- 互联网电影数据库（IMDb）上《乔金德·辛格上尉》的资料（英文）